# Andrew Noble (duatleta)
Andrew Noble (1965) es un deportista australiano que compitió en duatlón. Ganó tres medallas en el Campeonato Mundial de Duatlón entre los años 1994 y 1998.

## Palmarés internacional
| Campeonato Mundial | Campeonato Mundial       | Campeonato Mundial | Campeonato Mundial |
| Año                | Lugar                    | Medalla            | Prueba             |
| ------------------ | ------------------------ | ------------------ | ------------------ |
| 1994               | Hobart ( Australia)      | Medalla de bronce  | Individual         |
| 1996               | Ferrara ( Italia)        | Medalla de oro     | Individual         |
| 1998               | Sankt Wendel ( Alemania) | Medalla de bronce  | Individual         |